# Bibelbewegung
Mit Bibelbewegung wird in der theologischen Wissenschaft die im 19. und frühen 20. Jahrhundert aufkommende Neubesinnung auf die Bibel als Ausgangspunkt des Glaubens im Bereich der römisch-katholischen Kirche im deutschen Sprachraum bezeichnet, welche gemeinsam mit der Jugendbewegung, der Liturgischen Bewegung und der Ökumenischen Bewegung als Wegbereiterin des 2. Vatikanischen Konzils gilt. Mit der Bibelbewegung begann eine neue Dimension der Bibelfrömmigkeit und der Bibelpastoral, bedingt durch die intensive Verbreitung der Bibel in den jeweiligen Landessprachen.
Die Bibelbewegung war mitverantwortlich für eine Öffnung der katholischen Kirche hin zur Ökumene, welche zur Klärung und Vertiefung des gemeinsamen Verständnisses der Bibel in den verschiedenen Kirchen und kirchlichen Gemeinschaften geführt hat.

## Geschichte
Bereits im 18./19. Jahrhundert begannen deutsche Theologen (u. a. Leander van Eß) damit, die Bibel aufgrund des griechischen Urtextes neu und unabhängig von der Lutherbibel ins Deutsche zu übersetzen, wobei eine möglichst wortgenaue Übersetzung unter Berücksichtigung exegetischer Erkenntnisse im Mittelpunkt stand. Bereits in dieser Zeit erfolgte allerdings eine Zusammenarbeit mit den protestantischen Bibelgesellschaften.
Parallel besannen sich Theologen wie Johann Michael Sailer, Christoph von Schmid und Georg Michael Wittmann auch in der Pastoral auf ein besseres Verständnis und eine bessere Verbreitung der Bibel als Instrument zur Verkündigung. Insbesondere ihrem Wirken in der Priesterausbildung verdankte sich eine neue Vertiefung der Volksfrömmigkeit in Form der Bibelfrömmigkeit des 19. Jahrhunderts.
Papst Leo XIII. würdigte diese Entwicklung 1893 in seiner Enzyklika Providentissimus Deus und betonte darin die Wichtigkeit der biblischen Exegese für die Katechese und die Rezeption des Glaubens. Diese leitete er daraus ab, dass letztlich Gott selbst als Urheber der biblischen Offenbarung angenommen werden kann, der durch den Geist inspiriert Menschen zur Verfassung der biblischen Bücher angetrieben hat. Der Papst betonte freilich zugleich die alleinige Deutungshoheit der kirchlichen Autorität hinsichtlich des Inhalts und der Bedeutung der biblischen Texte.
Aufgrund dieser theologischen Aufwertung kam es insbesondere im deutschsprachigen Raum zu einem Aufbruch an biblischen Initiativen. Paul Wilhelm von Keppler gab eine neue Bibelausgabe heraus. In Deutschland (Stuttgart 1933), der Schweiz (1935) und in Österreich (1966) wurden katholische Bibelwerke ins Leben gerufen. Aus diesen resultierte 1969 die Gründung der Katholischen Bibelföderation (derzeitiger Präsident: Vincenzo Paglia).
Das deutsche Katholische Bibelwerk wurde dabei am 22. September 1933 ausdrücklich unter dem Begriff Katholische Bibelbewegung als eingetragener Verein gegründet, musste aber die Bezeichnung 1938 ändern, weil der Begriff „Bewegung“ ausschließlich für nationalsozialistische Zielsetzungen reserviert war.
Gleichzeitig entstanden zahllose pastorale Initiativen zur Bibelintegration in das Glaubens- und Gemeindeleben der Kirche. Dadurch wurden besonders der Religionsunterricht und die katechetische Verkündigung, aber auch Homiletik und Spiritualität von Priestern und Laien stark beeinflusst.
Als „Magna Charta“ der neueren katholischen Bibelwissenschaft wurde schließlich die 1943 veröffentlichte Enzyklika Papst Pius XII. unter dem Titel Divino afflante Spiritu bezeichnet, mit welcher der Papst insbesondere die historisch-kritische Exegese als wichtiges Instrument der Bibelforschung hervorhob und sie zum notwendigen Werkzeug der Ermittlung von Sinn und Gehalt der biblischen Bücher erklärte.

## Auswirkungen
Ausgehend insbesondere von der positiven Betonung der Bibel in den vorgenannten beiden Enzykliken betonte auch das 2. Vatikanische Konzil 1965 in der Dogmatischen Konstitution über die göttliche Offenbarung Dei Verbum die Bibellesung als Mitte der christlichen Existenz.
Dieser Wertung folgten in allen Ländern der Erde intensive biblische Forschungen, zahllose Bibelübersetzungen und eine vollständige Reform der liturgischen Bücher und Leseordnungen.
In Deutschland folgte aus der Bibelbewegung letztlich 1979 die Einheitsübersetzung der Heiligen Schrift, welche hinsichtlich des Neuen Testaments und der Psalmen auch in ökumenischer Zusammenarbeit mit der Evangelischen Kirche in Deutschland erarbeitet wurde.
Nicht nur in den Religionsunterricht, auch in den Pfarralltag und in das Leben der geistlichen Gemeinschaften fanden schließlich auch bibelpastorale Neuerungen wie Bibelkreise, Bibelteilen und besondere Bibel-Lesepläne Eingang.